# Việc truyền ngôi Thiên hoàng Nhật Bản 2019
| Lịch sử Nhật Bản | Lịch sử Nhật Bản |
| --- | ---------------- |
| Tiền sửThời kỳ đồ đá cũ ~15000 TCN Thời kỳ Jōmon (Thằng Văn) ~15000 TCN–300 TCN Thời kỳ Yayoi (Di Sinh) tk 4 TCN–tk 3 |                  |
| Cổ đạiThời kỳ Kofun (Cổ Phần) tk 3–tk 7 Thời kỳ Asuka (Phi Điểu) 592–710 Thời kỳ Nara (Nại Lương) 710–794 Thời kỳ Heian (Bình An) 794–1185 |                  |
| Phong kiếnThời kỳ Kamakura (Liêm Thương) 1185–1333 Tân chính Kemmu (Kiến Vũ) 1333–1336 Thời kỳ Muromachi (Thất Đinh) 1336–1573 Thời kỳ Nam-Bắc triều 1336–1392 Thời kỳ Chiến Quốc 1467–1590 Thời kỳ Azuchi-Momoyama (An Thổ-Đào Sơn) 1573–1603 Mậu dịch Nanban (Nam Man) Chiến tranh Nhật Bản – Triều Tiên 1592–1598 Thời kỳ Edo/Tokugawa (Giang Hộ/Đức Xuyên)1603–1868 Chiến tranh Nhật Bản – Lưu Cầu Chiến dịch Ōsaka (Đại Phản) Tỏa Quốc Đoàn thám hiểm Perry Hiệp ước Kanagawa (Thần Nại Xuyên) Bakumatsu (Mạc mạt) Minh Trị Duy tân Chiến tranh Boshin (Mậu Thìn) |                  |
| Hiện đạiThời kỳ Minh Trị (Meiji) 1868–1912 Nhật xâm lược Đài Loan 1874 Chiến tranh Tây Nam Chiến tranh Nhật–Thanh Hiệp ước Mã Quan Chiến tranh Ất Mùi 1895 Phong trào Nghĩa Hòa Đoàn Hòa ước Portsmouth Hiệp ước Nhật–Triều 1910 Thời kỳ Đại Chính (Taishō) 1912-1926 Nhật Bản trong Thế chiến thứ nhất Sự can thiệp của Nhật Bản vào Siberia Đại thảm họa động đất Kantō 1923 Thời kỳ Chiêu Hòa (Shōwa) 1926–1989 Chủ nghĩa quân phiệt Nhật Bản Sự kiện Phụng Thiên Nhật Bản xâm lược Mãn Châu Hiệp ước chống Quốc tế Cộng sản Chiến tranh Trung–Nhật Cuộc tấn công Trân Châu Cảng Vụ ném bom nguyên tử xuống Hiroshima và Nagasaki Chiến tranh Xô–Nhật Nhật Bản đầu hàng Thời kỳ bị chiếm đóng 1945-1952 Nhật Bản thời hậu chiếm đóng Kỳ tích kinh tế Nhật Bản thời hậu chiến Thời kỳ Bình Thành (Heisei) 1989–2019 Thập niên mất mát Động đất Kobe 1995 Cool Japan Động đất và sóng thần Tōhoku 2011 Thời kỳ Lệnh Hòa (Reiwa) 2019–nay Đại dịch COVID-19 tại Nhật Bản |                  |
| Xem thêm Thiên hoàng • Niên biểu • Đế quốc Nhật Bản Kinh tế • Giáo dục • Quân sự • Hải quân • Di sản thế giới |                  |
| x t s |                  |

Thiên hoàng Akihito của Nhật Bản thoái vị vào ngày 30 tháng 4 năm 2019, sự kiện này khiến ông trở thành hoàng đế Nhật Bản đầu tiên thoái vị trong hơn hai thế kỷ qua. Với việc thoái vị này, thời kỳ Bình Thành ở Nhật Bản đã chấm dứt, và người kế vị của ông, về luật, là trưởng nam Hoàng thái tử Naruhito. Lễ đăng cơ của tân hoàng đế diễn ra vào ngày 1 tháng 5 năm 2019. Vì Naruhito hiện chưa có con trai nên Hoàng tử Fumihito, em trai của ông, sẽ trở thành hoàng thái tử kế vị theo dòng truyền ngôi.
Niên hiệu tiếp theo của Nhật Bản trong triều đại của Thiên hoàng Naruhito là Thời kỳ Lệnh Hòa, nó được lấy từ điển tích Nhật Bản, không phải điển tích Trung Quốc như thông lệ trước đây. Về phần Akihito, sau khi thoái vị ông trở thành Thái thượng Thiên hoàng, hoặc Thái thượng Pháp hoàng (nếu ông xuất gia), gọi tắt là cựu hoàng Nhật Bản.

## Nhật Hoàng và Hiến pháp

### Bối cảnh
Vào năm 2010, Hoàng đế Akihito đã thông báo cho hội đồng cố vấn của mình về ý định muốn rút lui khỏi cương vị Hoàng đế Nhật Bản. Tuy nhiên, các thành viên cấp cao của Cơ quan nội chính Hoàng gia Nhật Bản không có động thái gì.
Vào ngày 13 tháng 7 năm 2016, đài truyền hình quốc gia NHK đã đưa tin rằng Hoàng đế muốn thoái vị để ủng hộ trưởng nam là Thái tử Naruhito trong vài năm.
Các quan chức cao cấp trong Cơ quan nội chính Hoàng gia Nhật Bản khi đó phủ nhận bất kỳ kế hoạch chính thức nào để Nhật Hoàng thoái vị. Sự thoái vị của Hoàng đế sẽ đặt ra yêu cầu sửa đổi Luật Nội chính Hoàng gia, vì hiện không có quy định nào cho một động thái như vậy.

### Phát biểu trước toàn quốc
Vào ngày 8 tháng 8 năm 2016, Hoàng đế đã có một diễn văn hiếm hoi trên truyền hình, trong đó ông nhấn mạnh về tuổi cao và sức khỏe giảm sút; diễn văn này được hiểu là ông muốn đưa ra hàm ý thoái vị.

### Thủ tục pháp luật
Với ý định thoái vị đã trở nên rõ ràng, Văn phòng Nội các đã chỉ định Yasuhiko Nishimura làm Phó Đại diện của Cơ quan Hoàng gia.
Vào tháng 10 năm 2016, Văn phòng Nội các đã chỉ định một hội đồng chuyên gia để thảo luận về việc Hoàng đế thoái vị, trong đó khuyến nghị rằng nên có luật áp dụng một lần duy nhất cho riêng trường hợp của Hoàng đế Akihito.
Vào tháng 1 năm 2017, ủy ban Ngân sách Hạ viện đã bắt đầu tranh luận một cách không chính thức về bản chất hiến pháp của sự thoái vị.
Vào ngày 19 tháng 5 năm 2017, dự luật cho phép thoái vị của Akihito đã được ban hành bởi nội các của Chính phủ Nhật Bản. Vào ngày 8 tháng 6 năm 2017, Quốc hội Nhật Bản đã thông qua dự luật một lần cho phép Akihito thoái vị và chính phủ bắt đầu sắp xếp quá trình chuyển giao vị trí này cho Thái tử Naruhito. Nghi lễ thoái vị được thực hiện vào ngày 30 tháng 4 năm 2019, Thái tử Naruhito lên ngôi Thiên hoàng một ngày sau đó, ngày 1 tháng 5 năm 2019.
Ông sẽ nhận nhận tước hiệu Thượng Hoàng Jōkō (上皇), viết tắt của Thái Thượng Thiên Hoàng Daijō Tennō (太上天皇  Emperor Emeritus) khi thoái vị, và vợ ông, hoàng hậu, sẽ trở thành Thượng Hoàng Hậu Jōkōgo (上皇后  Empress Emerita).